# فرینکو
فرینکو (به ایتالیایی: Frinco) یک کومونه در ایتالیا است که در استان آسته واقع شده‌است.

## خصوصیات
فرینکو ۷٫۳ کیلومترمربع مساحت و ۷۵۲ نفر جمعیت دارد.